# Рапсовое масло

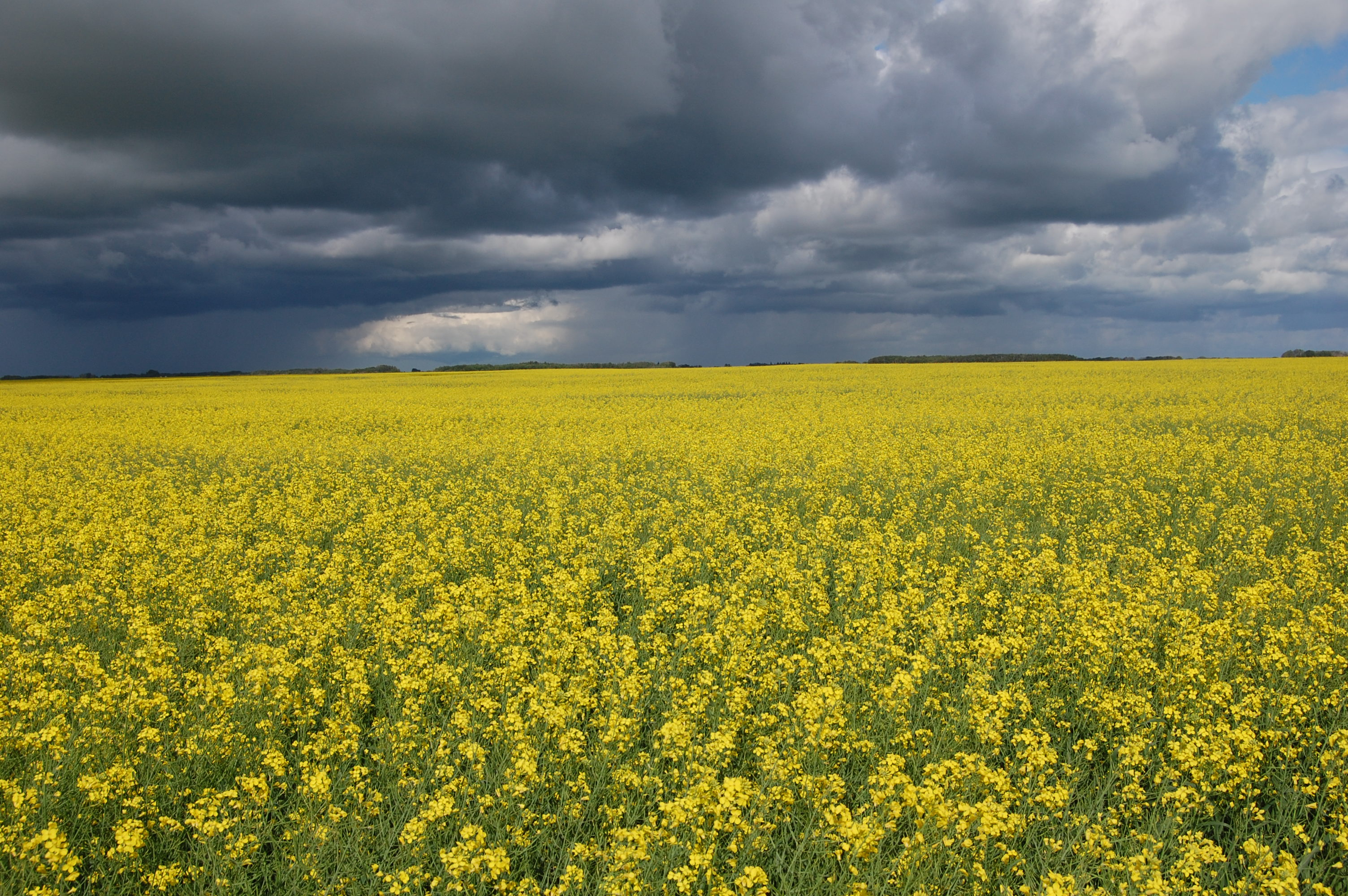
Рапсовое поле

Рапсовое масло — растительное масло, получаемое из чёрных семян рапса (Brassica napus).

## История
До 1960-х годов рапсовое масло использовали только в технических целях: в текстильной и кожевенной промышленности, в мыловарении и в производстве олифы. В пищу рапсовое масло стали употреблять во второй половине XX века, после выведения новых, низкоэруковых и безэруковых селективных сортов рапса. На данный момент пищевое рапсовое масло пользуется популярностью в Европе и Северной Америке.

## Пищевое рапсовое масло

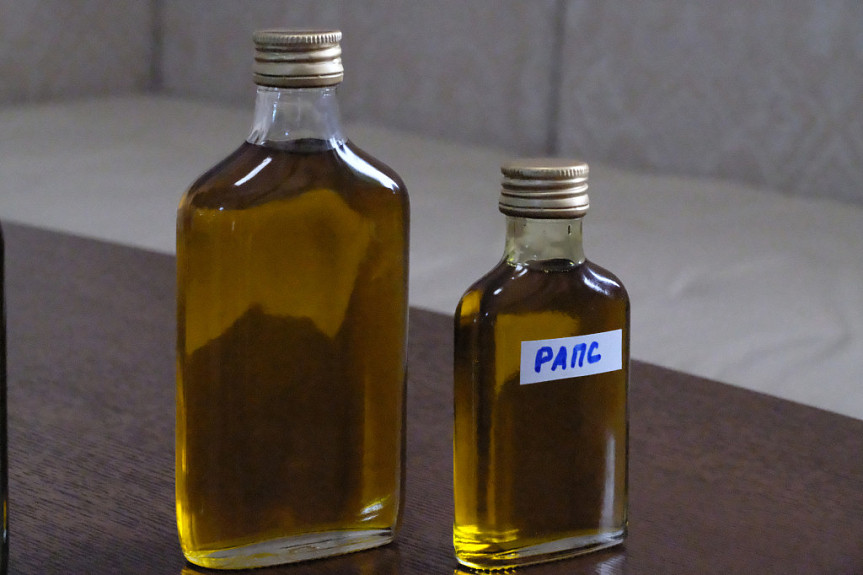
Рапсовое масло, полученное в качестве эксперимента. Бурятия, Россия

Канадские сорта рапса с пониженным содержанием эруковой кислоты и глюкозинолатов именуются «канола». Растительное масло из этих сортов обладает повышенными потребительскими свойствами (в частности, отсутствуют неприятный привкус и зеленоватый оттенок).
Производится из низкоэруковых (содержание эруковой кислоты до 0,5%) или безэруковых (содержание эруковой кислоты до 0,2%) сортов рапса. Богатейший источник жирных ненасыщенных кислот, полезных для организма млекопитающих. По ГОСТу эта доля не должна превышать 2%.
Пищевое рапсовое масло — источник 22 жирных ненасыщенных кислот, производных от α-линоленовой и линолевой кислот. Их ценность в том, что организм человека не вырабатывает их самостоятельно.
Ненасыщенные жиры в 100 г рафинированного рапсового масла: 
- мононенасыщенные — 60 г;
- полиненасыщенные — 23 г.

Для сравнения: в 100 г оливкового масла 73 г мононенасыщенных жиров. Как и оливковое масло, рапсовое содержит Омега-3 кислоты и Омега-6.
Рапсовое масло используется:
- в детском питании (овощные/фруктовые пюре, заменители грудного молока);
- при приготовлении выпечки и десертов;
- в растительных напитках;
- в соусах и заправках для салатов;
- для приготовления горячих блюд;
- во время диет, заменяя им обычные растительные масла.

Рафинированное масло применяют:
- при проблемах с ЖКТ, чтобы снизить кислотный уровень желудка и заживить кишечник;
- чтобы улучшить состояние нервной системы;
- при артритах и артрозах, чтобы улучшить работу суставов;
- чтобы снизить уровень холестерина.

Рафинированное рапсовое масло имеет светло-желтый цвет и нейтральный аромат, а рапсовое масло холодного отжима — янтарный цвет и аромат семечек. Подходит для приготовления горячих и холодных блюд. Срок хранения в закрытой бутылке — до 5 лет, в открытой — 6–12 месяцев.

## Техническое рапсовое масло
Применяется в промышленности для снижения цетанового числа топлива, что широко используется при производстве биодизеля.
Отрицательные физиологические свойства и высокий уровень эруковой кислоты (47–50%) делают техническое рапсовое масло непригодными для пищевых целей, поэтому оно запрещено для пищевого использования.

## Рост популярности

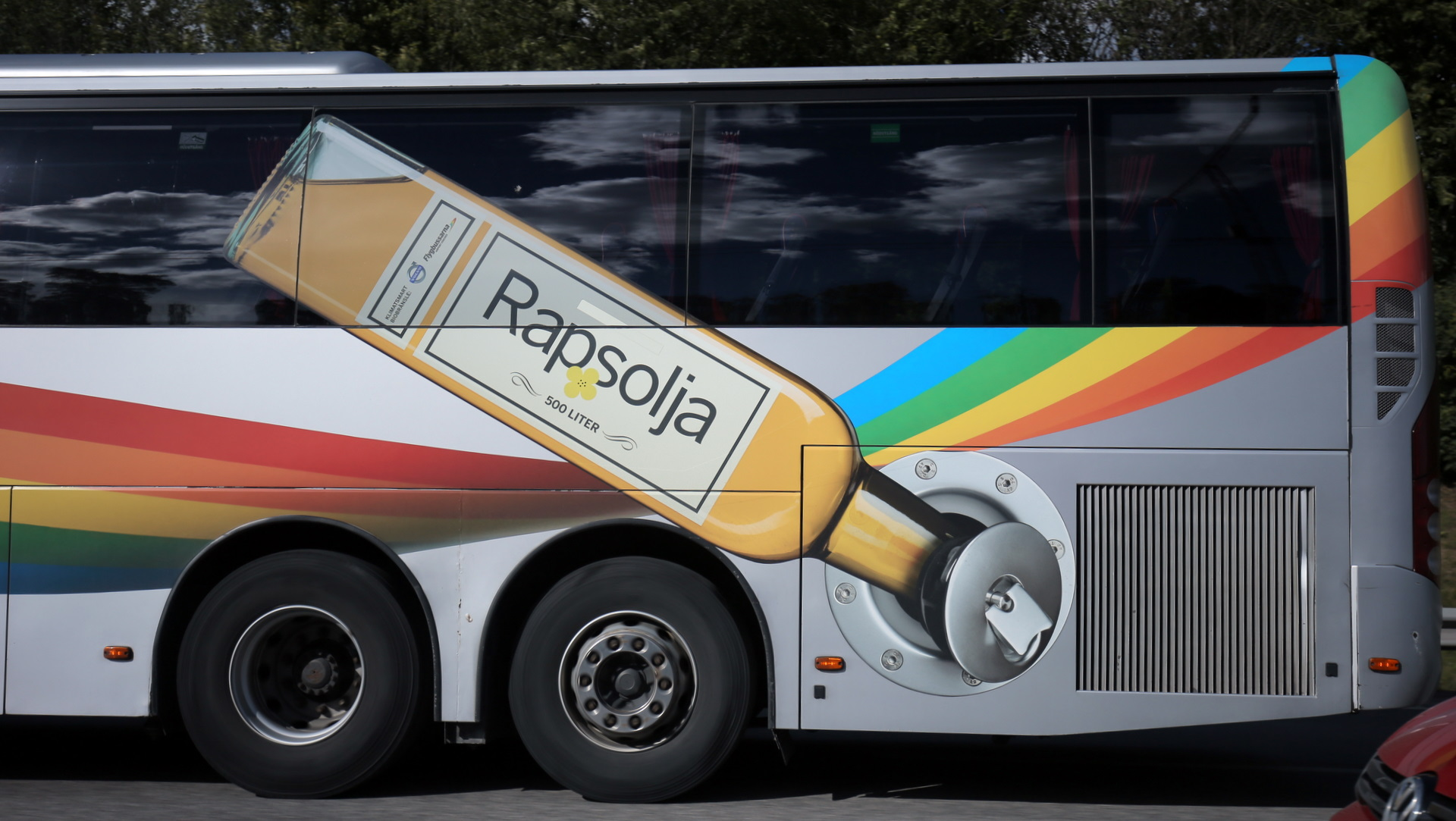
Шведский автобус на биодизельном топливе из рапса

В старину сырое рапсовое масло, обладающее выраженным горчичным вкусом и потому малопригодное в пищу, использовалось для освещения, а затем, с распространением паровых машин, получило широкое употребление в качестве смазочного, поскольку хорошо приставало к металлическим деталям и не смывалось с них водой и паром.
С конца XX века производство рапсового масла стабильно растёт как по причине его использования в качестве биотоплива, так и в связи с распространением рапсового масла в качестве пищевого.
В средствах массовой информации рапсовое (каноловое) масло нередко уподобляют оливковому маслу, так как в составе этих масел преобладают мононенасыщенные жирные кислоты олеинового ряда, а содержание ди- и триненасыщенных кислот незначительно.